# Изерния
Изѐрния (на италиански: Isernia; на латински: Aesernia) е община и главен град на провинция Изерния, регион Молизе в Южна Италия.
Намира се до Апенинските планини и има 21 799 жители (на 1 януари 2009).
В града се произвеждат ръчна дантела и продукти за хранителната и строителната индустрия.
През древността градът се казвал Aesernia (Езерния). Намирал се до извора на Волтурн (днес Волтурно) в Самниум на пътя via Aesernia и е бил столица на племето пентри.
През 295 пр.н.е. е завладян от римляните. 264 пр.н.е. става римска колония, a през 80 пр.н.е. municipium на tribus Tromentina.
През 667 г. в Езерния се заселват българи на каган (княз) Алцек.